# Provinziallandtagswahl in Brandenburg 1925
- KPD: 9
- SPD: 32
- DDP: 4
- Z: 2
- WP: 5
- WBO: 1
- BBl: 1
- WaVSL: 5
- NPMB: 1
- DVP: 6
- DNVP: 28
- DVFP: 3

Die Provinziallandtagswahl in Brandenburg 1925 fand am 29. November 1925 statt. Sie fand zeitgleich mit den landesweiten Provonziallandtagswahlen in der Grenzmark Posen-Westpreußen, in Hannover, in Hessen-Nassau, in den Hohenzollernschen Landen, in Niederschlesien, in Oberschlesien, in Ostpreußen, in Rheinprovinz, in der Provinz Sachsen, in Schleswig-Holstein und in Westfalen statt.
Die SPD blieb nach leichten Verlusten stimmenstärkste Kraft vor der Deutschnationalen Volkspartei, die stark zulegen konnte, während die Kommunistische Partei Deutschlands (KPD) auf dem dritten Platz ebenfalls zulegen konnte. Die Deutsche Volkspartei (DVP) hatte deutliche Verluste und halbierte fast ihr letztes Ergebnis. In der Mitte des politischen Spektrums konnten Wählervereinigungen und Parteien mittlere bis kleine Erfolge verzeichnen, während rechts der DNVP die Deutschvölkische Freiheitspartei (DVFP) ebenfalls ins Parlament einzog.

## Ergebnis
| Partei (Kürzel)            | Partei (Kürzel) | Ergebnis | Ergebnis | Ergebnis | Sitze  | Sitze |
| Partei (Kürzel)            | Partei (Kürzel) | Stimmen  | %        | +/−      | Anzahl | +/−   |
| -------------------------- | --------------- | -------- | -------- | -------- | ------ | ----- |
|                            | SPD             | 262.058  | 31,7     | – 0,9    | 32     | + 3   |
|                            | DNVP            | 206.614  | 25,0     | + 8,1    | 28     | + 12  |
|                            | KPD             | 75.688   | 9,2      | + 5,0    | 9      | + 5   |
|                            | DVP             | 57.834   | 7,0      | – 5,4    | 6      | – 6   |
|                            | WaVSL           | 48.530   | 5,9      | –        | 5      | –     |
|                            | WP              | 47.491   | 5,7      | + 4,2    | 5      | + 4   |
|                            | DDP             | 32.942   | 4,0      | – 2,9    | 4      | – 2   |
|                            | DVFP            | 22.049   | 2,7      | –        | 3      | –     |
|                            | SB              | 16.672   | 2,0      | –        | 0      | –     |
|                            | Bauern          | 12.846   | 1,6      | –        | 0      | –     |
|                            | Z               | 12.015   | 1,3      | + 0,3    | 2      | + 1   |
|                            | WBO             | 9.048    | 1,1      | –        | 1      | –     |
|                            | NPMB            | 8.067    | 1,0      | –        | 1      | –     |
|                            | BBl             | 4.974    | 0,6      | –        | 1      | –     |
|                            | DSP             | 4.824    | 0,6      | –        | 0      | –     |
|                            | NSDAP           | 3.440    | 0,4      | –        | 0      | –     |
|                            | Sonstige        | 236      | 0,0      | –        | 0      | –     |
| Gültige Stimmen            | Gültige Stimmen | 826.082  | 100,0    |          | 97     | +5    |
| Ungültige Stimmen          |                 |          |          |          |        |       |
| Wähler und Wahlbeteiligung |                 |          |          |          |        |       |
| Wahlberechtigte            | Wahlberechtigte |          | 100,0    |          |        |       |